# Óblast del Norte (1936-1937)
Óblast del Norte (en ruso: Северная область, Severnaya oblast) era un óblast (unidad administrativa de segundo nivel) de la República Socialista Federativa Soviética de Rusia, una república constituyente de la Unión Soviética, de 1936 a 1937. Su capital era la ciudad de Arcángel. El óblast estaba localizado en el norte de la Rusia europea y su territorio está actualmente dividido entre los óblasts de Arcángel, Vólogda, Kostromá y Kírov y el ókrug autónomo de Nenetsia.
Antes de 1936, el área ocupada por el Óblast del Norte era parte del Krai del Norte, una vasta unidad administrativa que comprendía el norte de Rusia. La constitución soviética de 1936 abolió el krai y dividió su territorio entre la RASS de Komi y el nuevo Óblast del Norte. El óblast incluía 54 distritos, tres de los cuales conformaban el ókrug autónomo de Nenetsia. En 1937, el óblast fue dividido entre los de Arcángel y Vólogda. En 1941, tres de sus distritos (Lalsk, Oparino y Podosinovets) fueron transferidos el óblast Arcángel al de Kírov. Los distritos de Pavino y Vokhma se pasaron al óblast de Kostromá.
Según el Censo de la Unión de 1937, la población del óblast del Norte era de 2,262,255 personas.